# فلاد مونتيانو
فلاد مونتيانو (بالرومانية: Vlad Munteanu)‏ هو لاعب كرة قدم روماني في مركز الوسط، ولد في 16 يناير 1981 في باكاو في رومانيا. شارك مع منتخب رومانيا تحت 21 سنة لكرة القدم ومنتخب رومانيا لكرة القدم. أما مع النوادي، فقد لعب مع أرمينيا بيليفيلد وإرتسغيبيرغه آوه وإف إس في فرانكفورت وإنيرجي كوتبوس ودينامو بوخارست وكونكورديا كياجنا ونادي أوكسير ونادي فولفسبورغ.

## وصلات خارجية
- فلاد مونتيانو على موقع رابطة كرة القدم الفرنسية للمحترفين (الإنجليزية)
- فلاد مونتيانو على موقع قاعدة بيانات كرة القدم.إي يو (الإنجليزية)
- فلاد مونتيانو على موقع بيانات كرة القدم. دي إي (الألمانية)
- فلاد مونتيانو على موقع ليكيب (الفرنسية)
- فلاد مونتيانو على موقع ناشيونال فوتبول تيمز (الإنجليزية)
- فلاد مونتيانو على موقع Soccerway.com (الإنجليزية)
- فلاد مونتيانو على موقع عالم كرة القدم.نت (الإنجليزية)